# Стрела (акционерно дружество)
„Стрела“ е българско акционерно дружество, приемник на търговската фирма „Л. Шпетер & М. Лъсков“ – най-старото предприятие за внос на автомобили в България.

## История
Акционерното дружество е създадено през 1917 г. в София. Общият му капитал е 4 млн. лева. То е приемник на създадената от Леон Шпетер и Марин Лъсков фирма „Л. Шпетер & М. Лъсков“ през 1908 г. В периода 1910 – 1912 г. внася леки автомобили „Форд“, „Опел“ и „Мерцедес“ и камиони „Шнайдер“ и организира обучения на първите шофьори. Разполага със свои собствен обучен шофьор и техник – Димко Ангелов. През 1911 г. предприемат първата рекламна обиколка на България с Форд модел „Т“. Тръгват от София, през Ихтиман, Костенец, Пазарджик, Стара Загора, Чирпан, Нова Загора, Сливен и Айтос, до Бургас. На връщане минават през Хасково, Пловдив, Костенец, до София. През 1911 – 1912 г. е създаден първият автомобилен гараж за транспортна дейност с 36 автомобила и 4 камиона. В 1921 – 1922 г. дружеството започва да внася дизелови трактори от САЩ и Франция, а по-късно се правят опити за производство на автомобилни каросерии в София. През 1943 г. акционерното дружество е ликвидирано.